# Roserån
Roserån är ett vänsterbiflöde till Vedaån i Delångersåns avrinningsområde i Hälsingland. Åns längd är cirka fyra kilometer. Den rinner upp i Hästmyrarna ca 190 m ö.h. och strömmar åt nordnordost genom en brant dalgång, där den i genomsnitt faller 60 m/km i ett terrassliknande lopp med många små fall och dito bassänger. 
Roserån har där i första delen av sitt lopp klart, kallt och fullt drickbart vatten med ett stationärt bestånd av bäcköring. Men sedan ån efter några kilometer böjt av åt öster och slutligen åt ostsydost blir den högst påverkad av mänsklig verksamhet och varken drickbar eller fiskförande. Bland annat går den två gånger under Riksväg 84 och är därifrån och fram till mynningen i Vedaån (ca 40 m ö.h.) numera närmast av dikeskaraktär.
Roserån är Hälsinglands minsta å, i praktiken mera en bäck, om än med en kraftigt markerad dalgång eller ravin i den övre delen. Enligt Hudiksvalls kommuns fiskevårdsplan från 2005 rekommenderas att man gräver en ny bäckfåra för den nedre, rätade delen av ån, vilket dock ännu (2014) inte gått i verkställighet.

## Källa
- Fiskevårdsplan på Hudiksvalls kommuns webbplats